# Europamesterskabet i fodbold 2016 (mænd)
Europamesterskabet i fodbold 2016 var det 15. EM i fodbold. Det afholdtes i Frankrig fra 10. juni til 10. juli 2016.  Portugal vandt finalen over værtsnationen Frankrig efter 1-0 i forlænget spilletid. Finalekampen blev spillet på Frankrigs nationalstadion, Stade de France i Saint-Denis. Målet blev scoret af Éder fra Portugal.

## Kvalificerede hold
| Hold       | Kvalificeret som | Kvalificeret den  | Tidligere deltagelser1                                                |
| ---------- | ---------------- | ----------------- | --------------------------------------------------------------------- |
| Frankrig   | Værter           | 28. maj 2010      | 8 (1960, 1984, 1992, 1996, 2000, 2004, 2008, 2012)                    |
| England    | Gruppe E vinder  | 5. september 2015 | 8 (1968, 1980, 1988, 1992, 1996, 2000, 2004, 2012)                    |
| Tjekkiet2  | Gruppe A vinder  | 6. september 2015 | 8 (1960, 1976, 1980, 1996, 2000, 2004, 2008, 2012)                    |
| Island     | Gruppe A To’er   | 6. september 2015 | 0 (debut)                                                             |
| Østrig     | Gruppe G vinder  | 8. september 2015 | 1 (2008)                                                              |
| Nordirland | Gruppe F vinder  | 8. oktober 2015   | 0 (debut)                                                             |
| Portugal   | Gruppe I vinder  | 8. oktober 2015   | 6 (1984, 1996, 2000, 2004, 2008, 2012)                                |
| Spanien    | Gruppe C vinder  | 9. oktober 2015   | 9 (1964, 1980, 1984, 1988, 1996, 2000, 2004, 2008, 2012)              |
| Schweiz    | Gruppe E To’er   | 9. oktober 2015   | 3 (1996, 2004, 2008)                                                  |
| Italien    | Gruppe H vinder  | 10. oktober 2015  | 8 (1968, 1980, 1988, 1996, 2000, 2004, 2008, 2012)                    |
| Belgien    | Gruppe B vinder  | 10. oktober 2015  | 4 (1972, 1980, 1984, 2000)                                            |
| Wales      | Gruppe B To’er   | 10. oktober 2015  | 0 (debut)                                                             |
| Rumænien   | Gruppe F To’er   | 11. oktober 2015  | 4 (1984, 1996, 2000, 2008)                                            |
| Albanien   | Gruppe I To’er   | 11. oktober 2015  | 0 (debut)                                                             |
| Tyskland3  | Gruppe D vinder  | 11. oktober 2015  | 11 (1972, 1976, 1980, 1984, 1988, 1992, 1996, 2000, 2004, 2008, 2012) |
| Polen      | Gruppe D To’er   | 11. oktober 2015  | 2 (2008, 2012)                                                        |
| Rusland4   | Gruppe G To’er   | 12. oktober 2015  | 10 (1960, 1964, 1968, 1972, 1988, 1992, 1996, 2004, 2008, 2012)       |
| Slovakiet  | Gruppe C To’er   | 12. oktober 2015  | 0 (debut)                                                             |
| Kroatien   | Gruppe H To’er   | 13. oktober 2015  | 4 (1996, 2004, 2008, 2012)                                            |
| Tyrkiet    | bedste tre'er    | 13. oktober 2015  | 3 (1996, 2000, 2008)                                                  |
| Ungarn     | Play-off vinder  | 15. november 2015 | 2 (1964, 1972)                                                        |
| Irland     | Play-off vinder  | 16. november 2015 | 2 (1988, 2012)                                                        |
| Sverige    | Play-off vinder  | 17. november 2015 | 5 (1992, 2000, 2004, 2008, 2012)                                      |
| Ukraine    | Play-off vinder  | 17. november 2015 | 1 (2012)                                                              |

1 Fed indikerer mesteren det år. Kursiv indikerer værten for det år.
2 Fra 1960 til 1992 deltog Tjekkoslovakiet.
3 Fra 1960 til 1988 deltog Vesttyskland.
4 Fra 1960 til 1988 deltog Sovjetunionen, og i 1992 SNG.

## Valg af værtskab
Den 28. maj 2010 udvalgte UEFA's eksekutivkomité Frankrig som turneringens værtsland. De øvrige kandidater til værtsskabet var Italien og Tyrkiet.
Frankrig havde foreslået afvikling i følgende byer:
Saint-Denis, Marseille, Lens, Paris, Saint-Etienne, Toulouse, Strasbourg, Nancy, Lyon, Lille, Bordeaux og Nice.

## Spillesteder
Europamesterskabet i fodbold 2016 afholdes på ti stadioner i ni forskellige byer:
| Saint-Denis 2 5                                       | Marseille 1 2 3 4 | Lyon 1 2 4 5 | Paris 1 2 3 4 |
| ----------------------------------------------------- | --- | --- | --- |
| Stade de France                                       | Stade Vélodrome | Parc Olympique lyonnais | Parc des Princes |
| 48°55′28″N 2°21′36″Ø / 48.92444°N 2.36000°Ø           | 43°16′11″N 5°23′45″Ø / 43.26972°N 5.39583°Ø                                                                                      | 45°46′01″N 4°58′52″Ø / 45.766912°N 4.980991°Ø                                                                                    | 48°50′29″N 2°15′11″Ø / 48.84139°N 2.25306°Ø                                                                                      |
| Kapacitet: 81.338                                     | Kapacitet: 67.000 | Kapacitet: 61.556 | Kapacitet: 51.000 |
|                                                       | | | |
| Lille                                                 | Saint-Denis Paris Lens Lyon Bordeaux Lille St-Étienne Toulouse Marseille NiceEuropamesterskabet i fodbold 2016 (mænd) (Frankrig) | Saint-Denis Paris Lens Lyon Bordeaux Lille St-Étienne Toulouse Marseille NiceEuropamesterskabet i fodbold 2016 (mænd) (Frankrig) | Saint-Denis Paris Lens Lyon Bordeaux Lille St-Étienne Toulouse Marseille NiceEuropamesterskabet i fodbold 2016 (mænd) (Frankrig) |
| Grand Stade Lille Métropole                           | Saint-Denis Paris Lens Lyon Bordeaux Lille St-Étienne Toulouse Marseille NiceEuropamesterskabet i fodbold 2016 (mænd) (Frankrig) | Saint-Denis Paris Lens Lyon Bordeaux Lille St-Étienne Toulouse Marseille NiceEuropamesterskabet i fodbold 2016 (mænd) (Frankrig) | Saint-Denis Paris Lens Lyon Bordeaux Lille St-Étienne Toulouse Marseille NiceEuropamesterskabet i fodbold 2016 (mænd) (Frankrig) |
| 50°36′41″N 3°07′42″Ø / 50.611275°N 3.128196°Ø         | Saint-Denis Paris Lens Lyon Bordeaux Lille St-Étienne Toulouse Marseille NiceEuropamesterskabet i fodbold 2016 (mænd) (Frankrig) | Saint-Denis Paris Lens Lyon Bordeaux Lille St-Étienne Toulouse Marseille NiceEuropamesterskabet i fodbold 2016 (mænd) (Frankrig) | Saint-Denis Paris Lens Lyon Bordeaux Lille St-Étienne Toulouse Marseille NiceEuropamesterskabet i fodbold 2016 (mænd) (Frankrig) |
| Kapacitet: 50.186                                     | Saint-Denis Paris Lens Lyon Bordeaux Lille St-Étienne Toulouse Marseille NiceEuropamesterskabet i fodbold 2016 (mænd) (Frankrig) | Saint-Denis Paris Lens Lyon Bordeaux Lille St-Étienne Toulouse Marseille NiceEuropamesterskabet i fodbold 2016 (mænd) (Frankrig) | Saint-Denis Paris Lens Lyon Bordeaux Lille St-Étienne Toulouse Marseille NiceEuropamesterskabet i fodbold 2016 (mænd) (Frankrig) |
|                                                       | Saint-Denis Paris Lens Lyon Bordeaux Lille St-Étienne Toulouse Marseille NiceEuropamesterskabet i fodbold 2016 (mænd) (Frankrig) | Saint-Denis Paris Lens Lyon Bordeaux Lille St-Étienne Toulouse Marseille NiceEuropamesterskabet i fodbold 2016 (mænd) (Frankrig) | Saint-Denis Paris Lens Lyon Bordeaux Lille St-Étienne Toulouse Marseille NiceEuropamesterskabet i fodbold 2016 (mænd) (Frankrig) |
| Lens 1 2 4                                            | Saint-Denis Paris Lens Lyon Bordeaux Lille St-Étienne Toulouse Marseille NiceEuropamesterskabet i fodbold 2016 (mænd) (Frankrig) | Saint-Denis Paris Lens Lyon Bordeaux Lille St-Étienne Toulouse Marseille NiceEuropamesterskabet i fodbold 2016 (mænd) (Frankrig) | Saint-Denis Paris Lens Lyon Bordeaux Lille St-Étienne Toulouse Marseille NiceEuropamesterskabet i fodbold 2016 (mænd) (Frankrig) |
| Stade Félix Bollaert                                  | Saint-Denis Paris Lens Lyon Bordeaux Lille St-Étienne Toulouse Marseille NiceEuropamesterskabet i fodbold 2016 (mænd) (Frankrig) | Saint-Denis Paris Lens Lyon Bordeaux Lille St-Étienne Toulouse Marseille NiceEuropamesterskabet i fodbold 2016 (mænd) (Frankrig) | Saint-Denis Paris Lens Lyon Bordeaux Lille St-Étienne Toulouse Marseille NiceEuropamesterskabet i fodbold 2016 (mænd) (Frankrig) |
| 50°25′58.26″N 2°48′53.47″Ø / 50.4328500°N 2.8148528°Ø | Saint-Denis Paris Lens Lyon Bordeaux Lille St-Étienne Toulouse Marseille NiceEuropamesterskabet i fodbold 2016 (mænd) (Frankrig) | Saint-Denis Paris Lens Lyon Bordeaux Lille St-Étienne Toulouse Marseille NiceEuropamesterskabet i fodbold 2016 (mænd) (Frankrig) | Saint-Denis Paris Lens Lyon Bordeaux Lille St-Étienne Toulouse Marseille NiceEuropamesterskabet i fodbold 2016 (mænd) (Frankrig) |
| Kapacitet: 45.000                                     | Saint-Denis Paris Lens Lyon Bordeaux Lille St-Étienne Toulouse Marseille NiceEuropamesterskabet i fodbold 2016 (mænd) (Frankrig) | Saint-Denis Paris Lens Lyon Bordeaux Lille St-Étienne Toulouse Marseille NiceEuropamesterskabet i fodbold 2016 (mænd) (Frankrig) | Saint-Denis Paris Lens Lyon Bordeaux Lille St-Étienne Toulouse Marseille NiceEuropamesterskabet i fodbold 2016 (mænd) (Frankrig) |
|                                                       | Saint-Denis Paris Lens Lyon Bordeaux Lille St-Étienne Toulouse Marseille NiceEuropamesterskabet i fodbold 2016 (mænd) (Frankrig) | Saint-Denis Paris Lens Lyon Bordeaux Lille St-Étienne Toulouse Marseille NiceEuropamesterskabet i fodbold 2016 (mænd) (Frankrig) | Saint-Denis Paris Lens Lyon Bordeaux Lille St-Étienne Toulouse Marseille NiceEuropamesterskabet i fodbold 2016 (mænd) (Frankrig) |
| Bordeaux 1 2                                          | Saint-Étienne 2 4 5 | Toulouse 1 2 | Nice |
| Grand stade de Bordeaux                               | Stade Geoffroy-Guichard | Stadium Municipal | Allianz Riviera |
| 44°50′53.08″N 0°34′16.64″V / 44.8480778°N 0.5712889°V | 45°27′39″N 4°23′25″Ø / 45.46083°N 4.39028°Ø                                                                                      | 43°34′59″N 1°26′3″Ø / 43.58306°N 1.43417°Ø                                                                                       | 43°42′25″N 7°11′40″Ø / 43.70694°N 7.19444°Ø                                                                                      |
| Kapacitet: 42.566                                     | Kapacitet: 42.000 | Kapacitet: 40.000 | Kapacitet: 35.624 |
|                                                       | | | |

Bemærk: Tilskuerkapaciteten er den der bruges under turneringen i 2016, og dette tal er ikke nødvendigvis det samme som den reelle kapacitet.
Noter
↑1 – Værtsby ved VM i fodbold 1938
↑2 – Værtsby ved VM i fodbold 1998
↑3 – Værtsby ved Europamesterskabet i fodbold 1960
↑4 – Værtsby ved Europamesterskabet i fodbold 1984
↑5 – Værtsby ved Confederations Cup 2003
↑6 – Alle tal er omtrentlige

## Gruppespil
UEFA annoncerende turneringskalenderen den 25. april 2014, og den blev bekræftet den 12. december 2015 efter den endelige lodtrækning. Alle tider er lokale, CEST (UTC+2).
Gruppevindere, to'er, og de fire bedste tre'ere avancerer til ottendedelsfinalerne.

### Gruppe A
| Pos | Hold     | K | V | U | T | M+ | M- | MF | P | Kvalifikation          |
| --- | -------- | - | - | - | - | -- | -- | -- | - | ---------------------- |
| 1   | Frankrig | 3 | 2 | 1 | 0 | 4  | 1  | +3 | 7 | Avancerer til slutspil |
| 2   | Schweiz  | 3 | 1 | 2 | 0 | 2  | 1  | +1 | 5 | Avancerer til slutspil |
| 3   | Albanien | 3 | 1 | 0 | 2 | 1  | 3  | −2 | 3 |                        |
| 4   | Rumænien | 3 | 0 | 1 | 2 | 2  | 4  | −2 | 1 |                        |

| 10. juni 2016 21:00 |

| Frankrig               | 2-1               | Rumænien            |
| ---------------------- | ----------------- | ------------------- |
| Giroud 57' · Payet 89' | Rapport (engelsk) | Stancu 65' (str.) · |

| Stade de France, Saint-Denis Tilskuere: 75.113 Dommer: Viktor Kassai (Ungarn) |

| 11. juni 2016 15:00 |

| Albanien | 0-1               | Schweiz    |
| -------- | ----------------- | ---------- |
|          | Rapport (engelsk) | Schär 5' · |

| Stade Bollaert-Delelis, Lens Tilskuere: 33.805 Dommer: Carlos Velasco Carballo (Spanien) |

| 15. juni 2016 18:00 |

| Rumænien          | 1-1               | Schweiz       |
| ----------------- | ----------------- | ------------- |
| Stancu 18' (str.) | Rapport (engelsk) | Mehmedi 57' · |

| Parc des Princes, Paris Tilskuere: 43.576 Dommer: Sergej Karasjov (Rusland) |

| 15. juni 2016 21:00 |

| Frankrig                    | 2-0               | Albanien |
| --------------------------- | ----------------- | -------- |
| Griezmann 90' · Payet 90+6' | Rapport (engelsk) |          |

| Stade Vélodrome, Marseille Tilskuere: 63.670 Dommer: William Collum (Skotland) |

| 19. juni 2016 21:00 |

| Schweiz | 0-0               | Frankrig |
| ------- | ----------------- | -------- |
|         | Rapport (engelsk) |          |

| Stade Pierre-Mauroy, Lille Tilskuere: 45.616 Dommer: Damir Skomina (Slovenien) |

| 19. juni 2016 21:00 |

| Rumænien | 0-1               | Albanien     |
| -------- | ----------------- | ------------ |
|          | Rapport (engelsk) | Sadiku 43' · |

| Stade des Lumières, Lyon Tilskuere: 49.752 Dommer: Pavel Královec (Tjekkiet) |

### Gruppe B
| Pos | Hold      | K | V | U | T | M+ | M- | MF | P | Kvalifikation          |
| --- | --------- | - | - | - | - | -- | -- | -- | - | ---------------------- |
| 1   | Wales     | 3 | 2 | 0 | 1 | 6  | 3  | +3 | 6 | Avancerer til slutspil |
| 2   | England   | 3 | 1 | 2 | 0 | 3  | 2  | +1 | 5 | Avancerer til slutspil |
| 3   | Slovakiet | 3 | 1 | 1 | 1 | 3  | 3  | 0  | 4 | Avancerer til slutspil |
| 4   | Rusland   | 3 | 0 | 1 | 2 | 2  | 6  | −4 | 1 |                        |

| 11. juni 2016 18:00 |

| Wales                      | 2-1               | Slovakiet  |
| -------------------------- | ----------------- | ---------- |
| Bale 10' · Robson-Kanu 81' | Rapport (engelsk) | Duda 61' · |

| Matmut Atlantique, Bordeaux Tilskuere: 37.831 Dommer: Svein Oddvar Moen (Norge) |

| 11. juni 2016 21:00 |

| England  | 1-1               | Rusland             |
| -------- | ----------------- | ------------------- |
| Dier 73' | Rapport (engelsk) | Berezutskij 90+2' · |

| Stade Vélodrome, Marseille Tilskuere: 62.343 Dommer: Nicola Rizzoli (Italien) |

| 15. juni 2016 15:00 |

| Rusland       | 1-2               | Slovakiet                |
| ------------- | ----------------- | ------------------------ |
| Glusjakov 80' | Rapport (engelsk) | Weiss 32' · Hamšík 45' · |

| Stade Pierre-Mauroy, Lille Tilskuere: 38.989 Dommer: Damir Skomina (Slovenien) |

| 16. juni 2016 15:00 |

| England                     | 2-1               | Wales      |
| --------------------------- | ----------------- | ---------- |
| Vardy 56' · Sturridge 90+2' | Rapport (engelsk) | Bale 42' · |

| Stade Bollaert-Delelis, Lens Tilskuere: 34.033 Dommer: Felix Brych (Tyskland) |

| 20. juni 2016 21:00 |

| Slovakiet | 0-0               | England |
| --------- | ----------------- | ------- |
|           | Rapport (engelsk) |         |

| Stade Geoffroy-Guichard, Saint-Étienne Tilskuere: 39.051 Dommer: Carlos Velasco Carballo (Spanien) |

| 20. juni 2016 21:00 |

| Rusland | 0-3               | Wales                                |
| ------- | ----------------- | ------------------------------------ |
|         | Rapport (engelsk) | Ramsey 11' · Taylor 20' · Bale 67' · |

| Stadium Municipal, Toulouse Tilskuere: 28.840 Dommer: Jonas Eriksson (Sverige) |

### Gruppe C
| Pos | Hold       | K | V | U | T | M+ | M- | MF | P | Kvalifikation          |
| --- | ---------- | - | - | - | - | -- | -- | -- | - | ---------------------- |
| 1   | Tyskland   | 3 | 2 | 1 | 0 | 3  | 0  | +3 | 7 | Avancerer til slutspil |
| 2   | Polen      | 3 | 2 | 1 | 0 | 2  | 0  | +2 | 7 | Avancerer til slutspil |
| 3   | Nordirland | 3 | 1 | 0 | 2 | 2  | 2  | 0  | 3 | Avancerer til slutspil |
| 4   | Ukraine    | 3 | 0 | 0 | 3 | 0  | 5  | −5 | 0 |                        |

| 12. juni 2016 18:00 |

| Polen     | 1-0               | Nordirland |
| --------- | ----------------- | ---------- |
| Milik 51' | Rapport (engelsk) |            |

| Allianz Riviera, Nice Tilskuere: 33.742 Dommer: Ovidiu Haţegan (Rumænien) |

| 12. juni 2016 21:00 |

| Tyskland                           | 2-0               | Ukraine |
| ---------------------------------- | ----------------- | ------- |
| Mustafi 19' · Schweinsteiger 90+2' | Rapport (engelsk) |         |

| Stade Pierre-Mauroy, Lille Tilskuere: 43.035 Dommer: Martin Atkinson (England) |

| 16. juni 2016 18:00 |

| Ukraine | 0-2               | Nordirland                   |
| ------- | ----------------- | ---------------------------- |
|         | Rapport (engelsk) | McAuley 49' · McGinn 90+6' · |

| Stade des Lumières, Lyon Tilskuere: 51.043 Dommer: Pavel Královec (Tjekkiet) |

| 16. juni 2016 21:00 |

| Tyskland | 0-0               | Polen |
| -------- | ----------------- | ----- |
|          | Rapport (engelsk) |       |

| Stade de France, Saint-Denis Tilskuere: 73.648 Dommer: Björn Kuipers (Holland) |

| 21. juni 2016 18:00 |

| Nordirland | 0-1               | Tyskland    |
| ---------- | ----------------- | ----------- |
|            | Rapport (engelsk) | Gomez 30' · |

| Parc des Princes, Paris Tilskuere: 44.125 Dommer: Clément Turpin (Frankrig) |

| 21. juni 2016 18:00 |

| Ukraine | 0-1               | Polen                |
| ------- | ----------------- | -------------------- |
|         | Rapport (engelsk) | Błaszczykowski 54' · |

| Stade Vélodrome, Marseille Tilskuere: 58.874 Dommer: Svein Oddvar Moen (Norge) |

### Gruppe D
| Pos | Hold     | K | V | U | T | M+ | M- | MF | P | Kvalifikation          |
| --- | -------- | - | - | - | - | -- | -- | -- | - | ---------------------- |
| 1   | Kroatien | 3 | 2 | 1 | 0 | 5  | 3  | +2 | 7 | Avancerer til slutspil |
| 2   | Spanien  | 3 | 2 | 0 | 1 | 5  | 2  | +3 | 6 | Avancerer til slutspil |
| 3   | Tyrkiet  | 3 | 1 | 0 | 2 | 2  | 4  | −2 | 3 |                        |
| 4   | Tjekkiet | 3 | 0 | 1 | 2 | 2  | 5  | −3 | 1 |                        |

| 12. juni 2016 15:00 |

| Tyrkiet | 0-1               | Kroatien     |
| ------- | ----------------- | ------------ |
|         | Rapport (engelsk) | Modrić 41' · |

| Parc des Princes, Paris Tilskuere: 43.842 Dommer: Jonas Eriksson (Sverige) |

| 13. juni 2016 15:00 |

| Spanien   | 1-0               | Tjekkiet |
| --------- | ----------------- | -------- |
| Piqué 87' | Rapport (engelsk) |          |

| Stadium Municipal, Toulouse Tilskuere: 29.400 Dommer: Szymon Marciniak (Polen) |

| 17. juni 2016 18:00 |

| Tjekkiet              | 2-2               | Kroatien                    |
| --------------------- | ----------------- | --------------------------- |
| Škoda 76' · Necid 89' | Rapport (engelsk) | Perišić 37' · Rakitić 59' · |

| Stade Geoffroy-Guichard, Saint-Étienne Tilskuere: 38.376 Dommer: Mark Clattenburg (England) |

| 17. juni 2016 21:00 |

| Spanien                     | 3-0               | Tyrkiet |
| --------------------------- | ----------------- | ------- |
| Morata 34, 48' · Nolito 37' | Rapport (engelsk) |         |

| Allianz Riviera, Nice Tilskuere: 33.409 Dommer: Milorad Mažić (Serbien) |

| 21. juni 2016 21:00 |

| Kroatien                     | 2-1               | Spanien     |
| ---------------------------- | ----------------- | ----------- |
| N. Kalinić 45' · Perišić 87' | Rapport (engelsk) | Morata 7' · |

| Nouveau Stade de Bordeaux, Bordeaux Tilskuere: 37.245 Dommer: Björn Kuipers (Holland) |

| 21. juni 2016 21:00 |

| Tjekkiet | 0-2               | Tyrkiet                  |
| -------- | ----------------- | ------------------------ |
|          | Rapport (engelsk) | Yılmaz 10' · Tufan 65' · |

| Stade Bollaert-Delelis, Lens Tilskuere: 32.836 Dommer: William Collum (Skotland) |

### Gruppe E
| Pos | Hold    | K | V | U | T | M+ | M- | MF | P | Kvalifikation          |
| --- | ------- | - | - | - | - | -- | -- | -- | - | ---------------------- |
| 1   | Italien | 3 | 2 | 0 | 1 | 3  | 1  | +2 | 6 | Avancerer til slutspil |
| 2   | Belgien | 3 | 2 | 0 | 1 | 4  | 2  | +2 | 6 | Avancerer til slutspil |
| 3   | Irland  | 3 | 1 | 1 | 1 | 2  | 4  | −2 | 4 | Avancerer til slutspil |
| 4   | Sverige | 3 | 0 | 1 | 2 | 1  | 3  | −2 | 1 |                        |

| 13. juni 2016 18:00 |

| Irland       | 1-1               | Sverige           |
| ------------ | ----------------- | ----------------- |
| Hoolahan 48' | Rapport (engelsk) | Clark 71' (sm.) · |

| Stade de France, Saint-Denis Tilskuere: 73.419 Dommer: Milorad Mažić (Serbien) |

| 13. juni 2016 21:00 |

| Belgien | 0-2               | Italien                         |
| ------- | ----------------- | ------------------------------- |
|         | Rapport (engelsk) | Giaccherini 32' · Pellè 90+3' · |

| Stade des Lumières, Lyon Tilskuere: 55.408 Dommer: Mark Clattenburg (England) |

| 17. juni 2016 15:00 |

| Italien  | 1-0               | Sverige |
| -------- | ----------------- | ------- |
| Éder 88' | Rapport (engelsk) |         |

| Stadium Municipal, Toulouse Tilskuere: 29.600 Dommer: Viktor Kassai (Ungarn) |

| 18. juni 2016 15:00 |

| Belgien                         | 3-0               | Irland |
| ------------------------------- | ----------------- | ------ |
| R. Lukaku 48', 70' · Witsel 61' | Rapport (engelsk) |        |

| Matmut Atlantique, Bordeaux Tilskuere: 39.493 Dommer: Cüneyt Çakır (Tyrkiet) |

| 22. juni 2016 21:00 |

| Sverige | 0-1               | Belgien          |
| ------- | ----------------- | ---------------- |
|         | Rapport (engelsk) | Nainggolan 84' · |

| Allianz Riviera, Nice Tilskuere: 34.011 Dommer: Felix Brych (Tyskland) |

| 22. juni 2016 21:00 |

| Italien | 0-1               | Irland      |
| ------- | ----------------- | ----------- |
|         | Rapport (engelsk) | Brady 85' · |

| Stade Pierre-Mauroy, Lille Tilskuere: 44.268 Dommer: Ovidiu Haţegan (Rumænien) |

### Gruppe F
| Pos | Hold     | K | V | U | T | M+ | M- | MF | P | Kvalifikation          |
| --- | -------- | - | - | - | - | -- | -- | -- | - | ---------------------- |
| 1   | Ungarn   | 3 | 1 | 2 | 0 | 6  | 4  | +2 | 5 | Avancerer til slutspil |
| 2   | Island   | 3 | 1 | 2 | 0 | 4  | 3  | +1 | 5 | Avancerer til slutspil |
| 3   | Portugal | 3 | 0 | 3 | 0 | 4  | 4  | 0  | 3 | Avancerer til slutspil |
| 4   | Østrig   | 3 | 0 | 1 | 2 | 1  | 4  | −3 | 1 |                        |

| 14. juni 2016 18:00 |

| Østrig | 0-2               | Ungarn                     |
| ------ | ----------------- | -------------------------- |
|        | Rapport (engelsk) | Szalai 62' · Stieber 87' · |

| Matmut Atlantique, Bordeaux Tilskuere: 34.424 Dommer: Clément Turpin (Frankrig) |

| 14. juni 2016 21:00 |

| Portugal | 1-1               | Island          |
| -------- | ----------------- | --------------- |
| Nani 31' | Rapport (engelsk) | Bjarnason 50' · |

| Stade Geoffroy-Guichard, Saint-Étienne Tilskuere: 38.742 Dommer: Cüneyt Çakır (Tyrkiet) |

| 18. juni 2016 18:00 |

| Island                   | 1–1               | Ungarn                |
| ------------------------ | ----------------- | --------------------- |
| G. Sigurðsson 40' (str.) | Rapport (engelsk) | Sævarsson 88' (sm.) · |

| Stade Vélodrome, Marseille Tilskuere: 60.842 Dommer: Sergej Karasjov (Rusland) |

| 18. juni 2016 21:00 |

| Portugal | 0-0               | Østrig |
| -------- | ----------------- | ------ |
|          | Rapport (engelsk) |        |

| Parc des Princes, Paris Tilskuere: 44.291 Dommer: Nicola Rizzoli (Italien) |

| 22. juni 2016 18:00 |

| Island                            | 2-1               | Østrig       |
| --------------------------------- | ----------------- | ------------ |
| Böðvarsson 18' · Traustason 90+4' | Rapport (engelsk) | Schöpf 60' · |

| Stade de France, Saint-Denis Tilskuere: 68.714 Dommer: Szymon Marciniak (Polen) |

| 22. juni 2016 18:00 |

| Ungarn                       | 3-3               | Portugal                        |
| ---------------------------- | ----------------- | ------------------------------- |
| Gera 19' · Dzsudzsák 47, 55' | Rapport (engelsk) | Nani 42' · C. Ronaldo 50, 62' · |

| Stade des Lumières, Lyon Tilskuere: 55.514 Dommer: Martin Atkinson (England) |

### Rangering af hold på 3. pladsen
| Pos | Hold       | K | V | U | T | M+ | M- | MF | P | Kvalifikation          |
| --- | ---------- | - | - | - | - | -- | -- | -- | - | ---------------------- |
| 1   | Slovakiet  | 3 | 1 | 1 | 1 | 3  | 3  | 0  | 4 | Avancerer til slutspil |
| 2   | Irland     | 3 | 1 | 1 | 1 | 2  | 4  | −2 | 4 | Avancerer til slutspil |
| 3   | Portugal   | 3 | 0 | 3 | 0 | 4  | 4  | 0  | 3 | Avancerer til slutspil |
| 4   | Nordirland | 3 | 1 | 0 | 2 | 2  | 2  | 0  | 3 | Avancerer til slutspil |
| 5   | Tyrkiet    | 3 | 1 | 0 | 2 | 2  | 4  | −2 | 3 |                        |
| 6   | Albanien   | 3 | 1 | 0 | 2 | 1  | 3  | −2 | 3 |                        |

## Slutspil
|  | Ottendedelsfinaler       | Ottendedelsfinaler    |                        |      | Kvartfinaler | Kvartfinaler |  |  | Semifinaler | Semifinaler |  |  | Finale | Finale |
|  |                          |                       |                        |      |              |              |  |  |             |             |  |  |        |        |
|  | 25. juni – Saint-Étienne |                       |                        |      |              |              |  |  |             |             |  |  |        |        |
|  |                          |                       |                        |      |              |              |  |  |             |             |  |  |        |        |
|  | Schweiz                  | 1(4)                  |                        |      |              |              |  |  |             |             |  |  |        |        |
|  | Schweiz                  | 1(4)                  | 30. juni – Marseille   |      |              |              |  |  |             |             |  |  |        |        |
|  | Polen                    | 1(5)                  |                        |      |              |              |  |  |             |             |  |  |        |        |
|  | Polen                    | 1(5)                  | Polen                  | 1(3) |              |              |  |  |             |             |  |  |        |        |
|  | 25. juni – Lens          |                       | Polen                  | 1(3) |              |              |  |  |             |             |  |  |        |        |
|  |                          | Portugal              | 1(5)                   |      |              |              |  |  |             |             |  |  |        |        |
|  | Kroatien                 | Portugal              | 1(5)                   | 0    |              |              |  |  |             |             |  |  |        |        |
|  | Kroatien                 |                       | 6. juli – Lyon         | 0    |              |              |  |  |             |             |  |  |        |        |
|  | Portugal                 | 1                     |                        |      |              |              |  |  |             |             |  |  |        |        |
|  | Portugal                 | 1                     | Portugal               | 2    |              |              |  |  |             |             |  |  |        |        |
|  | 25. juni – Paris         |                       | Portugal               | 2    |              |              |  |  |             |             |  |  |        |        |
|  |                          | Wales                 | 0                      |      |              |              |  |  |             |             |  |  |        |        |
|  | Wales                    | Wales                 | 0                      | 1    |              |              |  |  |             |             |  |  |        |        |
|  | Wales                    | 1. juli – Lille       |                        | 1    |              |              |  |  |             |             |  |  |        |        |
|  | Nordirland               | 0                     |                        |      |              |              |  |  |             |             |  |  |        |        |
|  | Nordirland               | 0                     | Wales                  | 3    |              |              |  |  |             |             |  |  |        |        |
|  | 26. juni – Toulouse      |                       | Wales                  | 3    |              |              |  |  |             |             |  |  |        |        |
|  |                          | Belgien               | 1                      |      |              |              |  |  |             |             |  |  |        |        |
|  | Ungarn                   | Belgien               | 1                      | 0    |              |              |  |  |             |             |  |  |        |        |
|  | Ungarn                   |                       | 10. juli – Saint-Denis | 0    |              |              |  |  |             |             |  |  |        |        |
|  | Belgien                  | 4                     |                        |      |              |              |  |  |             |             |  |  |        |        |
|  | Belgien                  | 4                     | Portugal               | 1    |              |              |  |  |             |             |  |  |        |        |
|  | 26. juni – Lille         |                       | Portugal               | 1    |              |              |  |  |             |             |  |  |        |        |
|  |                          | Frankrig              | 0                      |      |              |              |  |  |             |             |  |  |        |        |
|  | Tyskland                 | Frankrig              | 0                      | 3    |              |              |  |  |             |             |  |  |        |        |
|  | Tyskland                 | 2. juli – Bordeaux    |                        | 3    |              |              |  |  |             |             |  |  |        |        |
|  | Slovakiet                | 0                     |                        |      |              |              |  |  |             |             |  |  |        |        |
|  | Slovakiet                | 0                     | Tyskland               | 1(6) |              |              |  |  |             |             |  |  |        |        |
|  | 27. juni – Saint-Denis   |                       | Tyskland               | 1(6) |              |              |  |  |             |             |  |  |        |        |
|  |                          | Italien               | 1(5)                   |      |              |              |  |  |             |             |  |  |        |        |
|  | Italien                  | Italien               | 1(5)                   | 2    |              |              |  |  |             |             |  |  |        |        |
|  | Italien                  |                       | 7. juli – Marseille    | 2    |              |              |  |  |             |             |  |  |        |        |
|  | Spanien                  | 0                     |                        |      |              |              |  |  |             |             |  |  |        |        |
|  | Spanien                  | 0                     | Tyskland               | 0    |              |              |  |  |             |             |  |  |        |        |
|  | 26. juni – Lyon          |                       | Tyskland               | 0    |              |              |  |  |             |             |  |  |        |        |
|  |                          | Frankrig              | 2                      |      |              |              |  |  |             |             |  |  |        |        |
|  | Frankrig                 | Frankrig              | 2                      | 2    |              |              |  |  |             |             |  |  |        |        |
|  | Frankrig                 | 3. juli – Saint-Denis |                        | 2    |              |              |  |  |             |             |  |  |        |        |
|  | Irland                   | 1                     |                        |      |              |              |  |  |             |             |  |  |        |        |
|  | Irland                   | 1                     | Frankrig               | 5    |              |              |  |  |             |             |  |  |        |        |
|  | 27. juni – Nice          |                       | Frankrig               | 5    |              |              |  |  |             |             |  |  |        |        |
|  |                          | Island                | 2                      |      |              |              |  |  |             |             |  |  |        |        |
|  | England                  | Island                | 2                      | 1    |              |              |  |  |             |             |  |  |        |        |
|  | England                  |                       |                        | 1    |              |              |  |  |             |             |  |  |        |        |
|  | Island                   | 2                     |                        |      |              |              |  |  |             |             |  |  |        |        |
|  | Island                   | 2                     |                        |      |              |              |  |  |             |             |  |  |        |        |

### Ottendedelsfinaler
| 25. juni 2016 15:00 |

| Schweiz     | 1-1 (e.f.s.)      | Polen                |
| ----------- | ----------------- | -------------------- |
| Shaqiri 82' | Rapport (engelsk) | Błaszczykowski 39' · |

| Stade Geoffroy-Guichard, Saint-Étienne Tilskuere: 38.842 Dommer: Mark Clattenburg (England) |

|                                            |     | Straffesparkskonkurrence                         |  |
| Lichtsteiner Xhaka Shaqiri Schär Rodríguez | 4-5 | Lewandowski Milik Glik Błaszczykowski Krychowiak |  |

| 25. juni 2016 18:00 |

| Wales             | 1-0               | Nordirland |
| ----------------- | ----------------- | ---------- |
| McAuley 75' (sm.) | Rapport (engelsk) |            |

| Parc des Princes, Paris Tilskuere: 44.342 Dommer: Martin Atkinson (England) |

| 25. juni 2016 21:00 |

| Kroatien | 0-1 (e.f.s.)      | Portugal        |
| -------- | ----------------- | --------------- |
|          | Rapport (engelsk) | Quaresma 117' · |

| Stade Bollaert-Delelis, Lens Tilskuere: 33.523 Dommer: Carlos Velasco Carballo (Spanien) |

| 26. juni 2016 15:00 |

| Frankrig          | 2-1               | Irland            |
| ----------------- | ----------------- | ----------------- |
| Griezmann 58, 61' | Rapport (engelsk) | Brady 2' (str.) · |

| Parc Olympique Lyonnais, Lyon Tilskuere: 56.279 Dommer: Nicola Rizzoli (Italien) |

| 26. juni 2016 18:00 |

| Tyskland                             | 3-0               | Slovakiet |
| ------------------------------------ | ----------------- | --------- |
| Boateng 8' · Gomez 43' · Draxler 63' | Rapport (engelsk) |           |

| Stade Pierre-Mauroy, Lille Tilskuere: 44.312 Dommer: Szymon Marciniak (Polen) |

| 26. juni 2016 21:00 |

| Ungarn | 0-4               | Belgien                                                          |
| ------ | ----------------- | ---------------------------------------------------------------- |
|        | Rapport (engelsk) | Alderweireld 10' · Batshuayi 78' · Hazard 80' · Carrasco 90+1' · |

| Stadium Municipal, Toulouse Tilskuere: 38.921 Dommer: Milorad Mažić (Serbien) |

| 27. juni 2016 18:00 |

| Italien                     | 2-0               | Spanien |
| --------------------------- | ----------------- | ------- |
| Chiellini 33' · Pellè 90+1' | Rapport (engelsk) |         |

| Stade de France, Saint-Denis Tilskuere: 76.165 Dommer: Cüneyt Çakır (Tyrkiet) |

| 27. juni 2016 21:00 |

| England          | 1-2               | Island                              |
| ---------------- | ----------------- | ----------------------------------- |
| Rooney 4' (str.) | Rapport (engelsk) | R. Sigurðsson 6' · Sigþórsson 18' · |

| Allianz Riviera, Nice Tilskuere: 33.901 Dommer: Damir Skomina (Slovenien) |

### Kvartfinaler
| 30. juni 2016 21:00 |

| Polen          | 1-1 (e.f.s.)      | Portugal      |
| -------------- | ----------------- | ------------- |
| Lewandowski 2' | Rapport (engelsk) | Sanches 33' · |

| Stade Vélodrome, Marseille Tilskuere: 62.940 Dommer: Felix Brych (Tyskland) |

|                                       |     | Straffesparkskonkurrence                  |  |
| Lewandowski Milik Glik Błaszczykowski | 3-5 | C. Ronaldo Sanches Moutinho Nani Quaresma |  |

| 1. juli 2016 21:00 |

| Wales                                         | 3-1               | Belgien          |
| --------------------------------------------- | ----------------- | ---------------- |
| A. Williams 31' · Robson-Kanu 55' · Vokes 86' | Rapport (engelsk) | Nainggolan 13' · |

| Stade Pierre-Mauroy, Lille Tilskuere: 45.936 Dommer: Damir Skomina (Slovenien) |

| 2. juli 2016 21:00 |

| Tyskland | 1-1 (e.f.s.)      | Italien              |
| -------- | ----------------- | -------------------- |
| Özil 65' | Rapport (engelsk) | Bonucci 78' (str.) · |

| Nouveau Stade de Bordeaux, Bordeaux Tilskuere: 38.764 Dommer: Viktor Kassai (Ungarn) |

|                                                                         |     | Straffesparkskonkurrence                                                  |  |
| Kroos Müller Özil Draxler Schweinsteiger Hummels Kimmich Boateng Hector | 6-5 | Insigne Zaza Barzagli Pellè Bonucci Giaccherini Parolo De Sciglio Darmian |  |

| 3. juli 2016 21:00 |

| Frankrig                                               | 5-2               | Island                              |
| ------------------------------------------------------ | ----------------- | ----------------------------------- |
| Giroud 12, 59' · Pogba 20' · Payet 43' · Griezmann 45' | Rapport (engelsk) | Sigþórsson 56' · B. Bjarnason 84' · |

| Stade de France, Saint-Denis Tilskuere: 76.833 Dommer: Björn Kuipers (Holland) |

### Semifinaler
| 6. juli 2016 21:00 |

| Portugal                  | 2-0               | Wales |
| ------------------------- | ----------------- | ----- |
| C. Ronaldo 50' · Nani 53' | Rapport (engelsk) |       |

| Parc Olympique Lyonnais, Lyon Tilskuere: 55.679 Dommer: Jonas Eriksson (Sverige) |

| 7. juli 2016 21:00 |

| Tyskland | 0-2               | Frankrig                      |
| -------- | ----------------- | ----------------------------- |
|          | Rapport (engelsk) | Griezmann 45+2' (str.), 72' · |

| Stade Vélodrome, Marseille Tilskuere: 64.078 Dommer: Nicola Rizzoli (Italien) |

### Finale
| 10. juli 2016 21:00 |

| Portugal  | 1-0 (e.f.s.)      | Frankrig |
| --------- | ----------------- | -------- |
| Éder 109' | Rapport (engelsk) |          |

| Stade de France, Saint-Denis Tilskuere: 75.868 Dommer: Mark Clattenburg (England) |

## Målscorere
6 mål
- Antoine Griezmann

3 mål
- Olivier Giroud
- Dimitri Payet
- Cristiano Ronaldo
- Nani
- Álvaro Morata
- Gareth Bale

2 mål
- Romelu Lukaku
- Radja Nainggolan
- Ivan Perišić
- Mario Gómez
- Balázs Dzsudzsák
- Birkir Bjarnason
- Kolbeinn Sigþórsson
- Graziano Pellè
- Jakub Błaszczykowski
- Robbie Brady
- Bogdan Stancu
- Hal Robson-Kanu

1 mål
- Armando Sadiku
- Alessandro Schöpf
- Toby Alderweireld
- Michy Batshuayi
- Yannick Ferreira Carrasco
- Eden Hazard
- Axel Witsel
- Nikola Kalinić
- Luka Modrić
- Ivan Rakitić
- Tomáš Necid
- Milan Škoda
- Eric Dier
- Wayne Rooney
- Daniel Sturridge
- Jamie Vardy
- Paul Pogba
- Jérôme Boateng
- Julian Draxler
- Shkodran Mustafi
- Mesut Özil
- Bastian Schweinsteiger
- Zoltán Gera
- Zoltán Stieber
- Ádám Szalai
- Jón Daði Böðvarsson
- Gylfi Sigurðsson
- Ragnar Sigurðsson
- Arnór Ingvi Traustason
- Leonardo Bonucci
- Giorgio Chiellini
- Éder
- Emanuele Giaccherini
- Gareth McAuley
- Niall McGinn
- Robert Lewandowski
- Arkadiusz Milik
- Ricardo Quaresma
- Renato Sanches
- Éder
- Wes Hoolahan
- Vasili Berezutski
- Denis Glushakov
- Ondrej Duda
- Marek Hamšík
- Vladimír Weiss
- Nolito
- Gerard Piqué
- Admir Mehmedi
- Fabian Schär
- Xherdan Shaqiri
- Ozan Tufan
- Burak Yılmaz
- Aaron Ramsey
- Neil Taylor
- Sam Vokes
- Ashley Williams

1 selvmål
- Birkir Már Sævarsson (i kampen mod Ungarn)
- Ciaran Clark (i kampen mod Sverige)
- Gareth McAuley (i kampen mod Wales)

Kilde: UEFA